# Gehörgangsexostose
Als Gehörgangsexostose (im englischen Sprachraum auch Surfer’s ear) wird eine im äußeren Gehörgang auftretende Zubildung kompakter Knochensubstanz (Exostose) bezeichnet, man unterscheidet das einzelne spongiöse Osteom von multipel auftretenden kompakten Exostosen. Sie sitzen dem Knochen breitbasig auf. Ihr Ursprung liegt an der Sutura petrotympanica und tympanomastoidea, den Schädelnähten des Os tympanicum zur Pars
petrosa und squamosa des Felsenbeins. Harrison unterscheidet in der Ätiologie die Exostosen von Osteomen, dabei sollte das Krankheitsbild des Osteoms nur für diejenigen knöchernen Tumoren verwendet werden, die ohne eine auslösende Ursache entstanden sind.

## Verbreitung

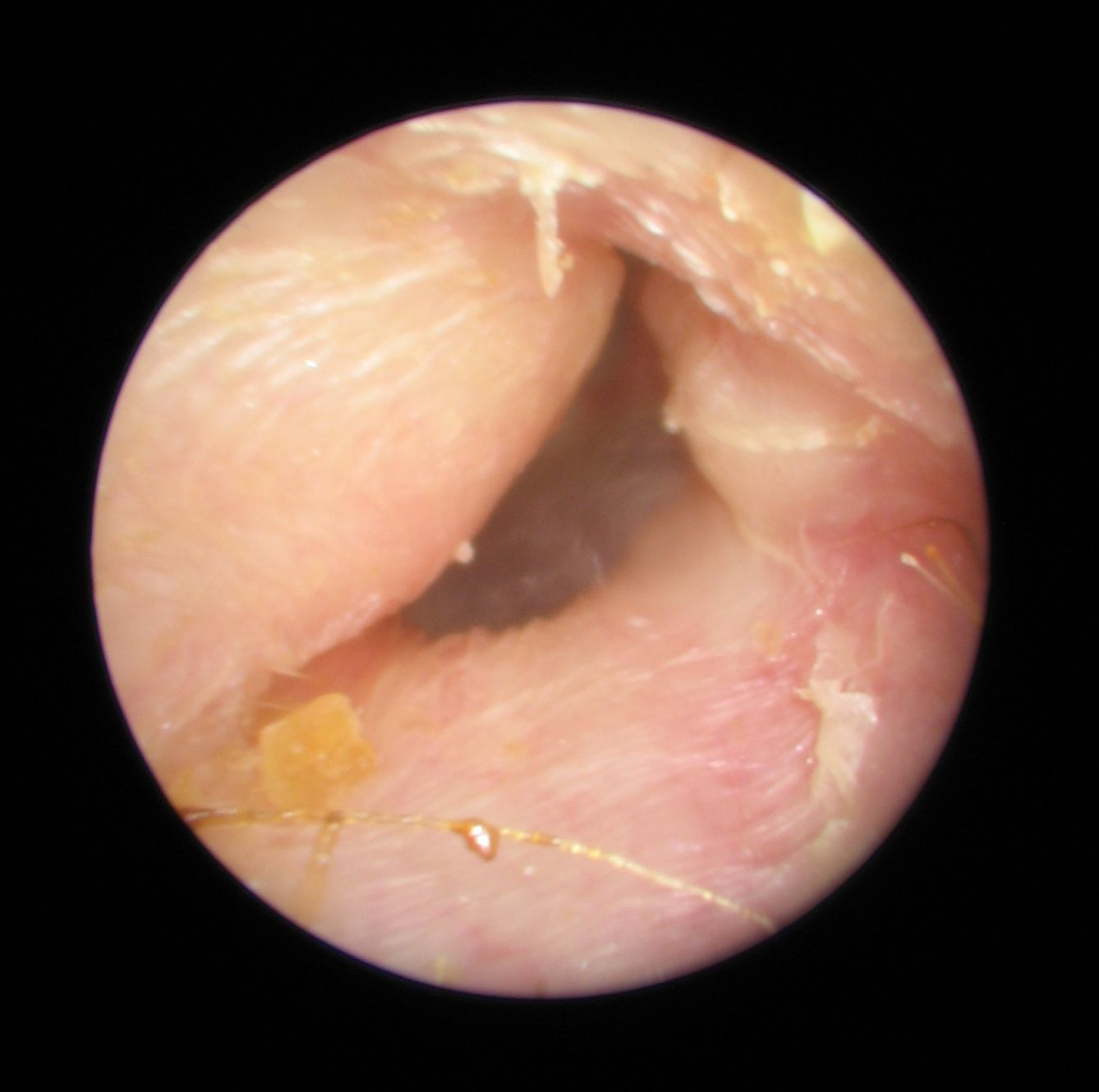
Gehörgangsexostosen. Blick in den verengten äußeren Gehörgang mit dem Otoskop.

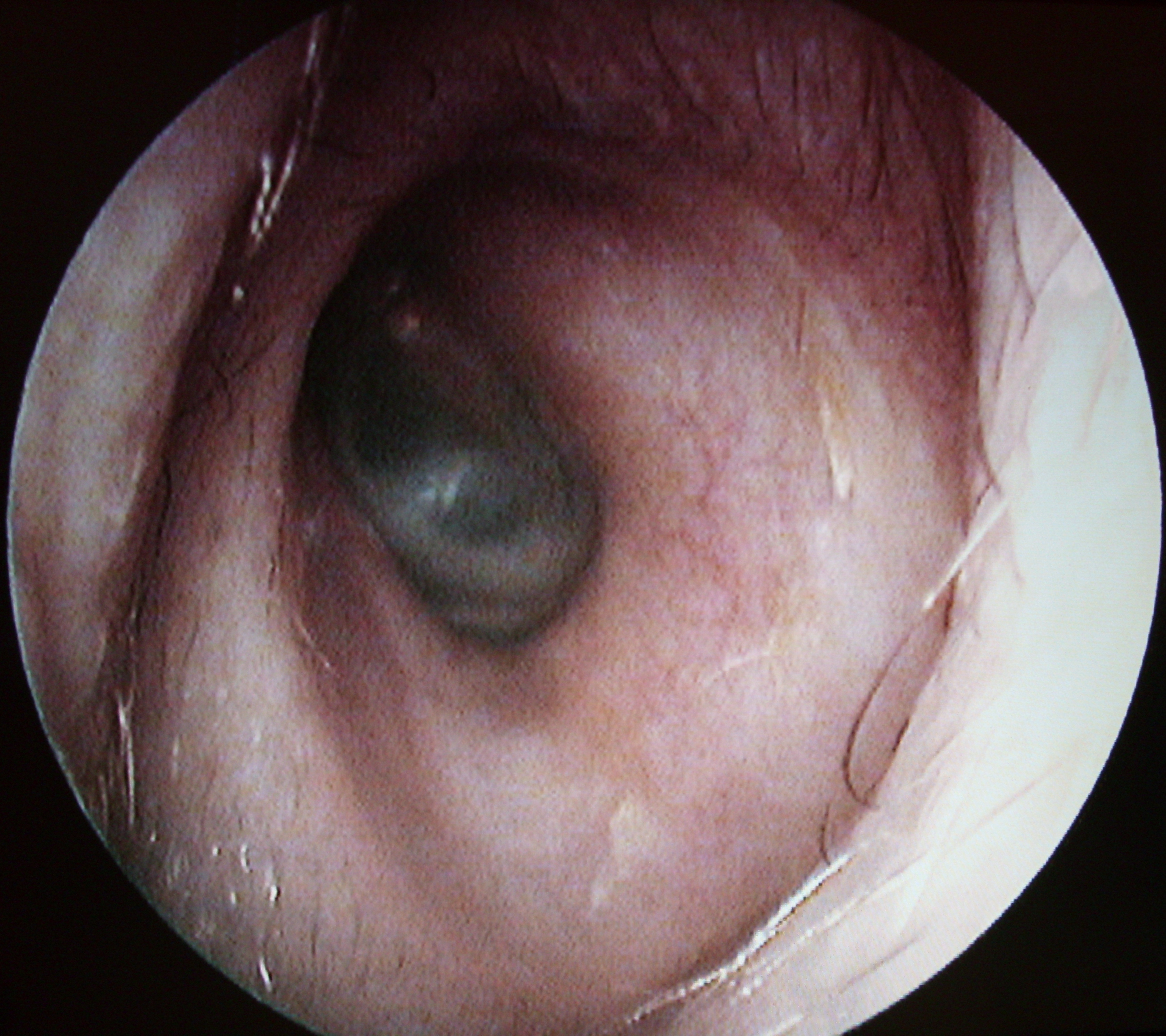
Zum Vergleich: Äußerer Gehörgang ohne Veränderungen

Gehörgangsexostosen sind unter Surfern keine Seltenheit: in einer neuseeländischen Studie waren sie bei 73 % der untersuchten Sportler nachweisbar; bei 40 % der Untersuchten betrug die Einengung des Gehörgangs mehr als 50 %. Eine vergleichbare Häufigkeit (Prävalenz) wurde auch bei kalifornischen Surfern berichtet. Aber auch bei anderen Wassersportarten wie dem Wildwasserpaddeln oder dem Apnoetauchen können Gehörgangsexostosen auftreten.

## Klinisches Bild und Ursachen
Häufig handelt es sich um einen asymptomatischen Zufallsbefund bei der Otoskopie. Gehörgangsexostosen können jedoch durch Gehörgangsentzündungen, Hörminderung, Ohrgeräusche oder Gehörgangsverlegung durch Ohrenschmalz symptomatisch werden.
Zugrunde liegt wahrscheinlich ein multifaktorielles Geschehen, wobei aber insbesondere das Eindringen kalten Wassers in den äußeren Gehörgang einen Wachstumsreiz für das angrenzende Knochengewebe darstellt.

## Behandlung und Vorbeugung

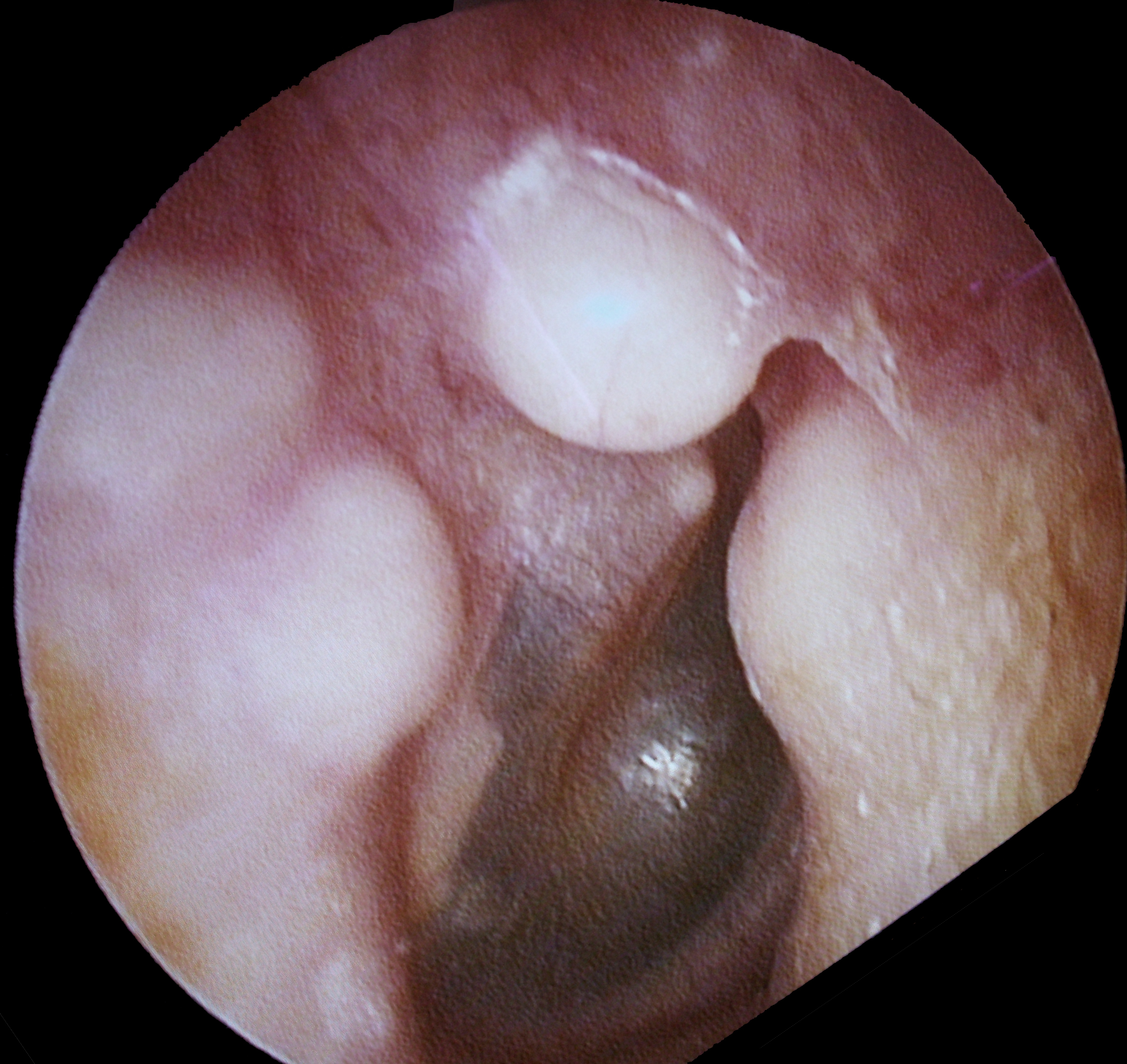
Multiple Gehörgangsexostosen

Zur operativen Abtragung von Exostosen kann ein endauraler oder retroaurikulärer Zugangsweg gewählt werden. Da die chirurgische Behandlung von Exostosen nicht selten mit Komplikationen verbunden ist, wird die Operationsindikation nach strengen Kriterien gestellt. Ein Eingriff wird nur erfolgen, wenn regelmäßig Beschwerden wie rezidivierende Gehörgangsentzündungen auftreten. Der operative Eingriff wird als Meatoplastik bezeichnet.
Zur Vorbeugung (Prophylaxe) werden für Wassersportler spezielle Ohrstöpsel angeboten. Ob solche Ohrstöpsel die Entstehung von Gehörgangexostosen verhindern können, ist nicht durch wissenschaftliche Untersuchungen belegt. In einer Untersuchung des postoperativen Langzeitverlaufs von Wassersportlern mit symptomatischen Gehörgangexostosen war der Einsatz von Ohrstöpseln jedoch mit einer verminderten Rezidivrate assoziiert.

## Tierwelt
Bei der in arktischen Gewässern lebenden Mützenrobbe (Cystophora cristata) sind Gehörgangsexostosen physiologisch und tragen mit zum Schutz des Gehörorgans bei.